# Pierceton (Indiana)
Pierceton es un pueblo ubicado en el condado de Kosciusko en el estado estadounidense de Indiana. En el Censo de 2010 tenía una población de 1015 habitantes y una densidad poblacional de 326,58 personas por km².

## Geografía
Pierceton se encuentra ubicado en las coordenadas 41°11′56″N 85°42′11″O / 41.19889, -85.70306. Según la Oficina del Censo de los Estados Unidos, Pierceton tiene una superficie total de 3.11 km², de la cual 3.1 km² corresponden a tierra firme y (0.17%) 0.01 km² es agua.

## Demografía
Según el censo de 2010, había 1015 personas residiendo en Pierceton. La densidad de población era de 326,58 hab./km². De los 1015 habitantes, Pierceton estaba compuesto por el 96.85% blancos, el 0% eran afroamericanos, el 0.3% eran amerindios, el 0.2% eran asiáticos, el 0% eran isleños del Pacífico, el 1.28% eran de otras razas y el 1.38% pertenecían a dos o más razas. Del total de la población el 6.11% eran hispanos o latinos de cualquier raza.